# Nicola Steiner

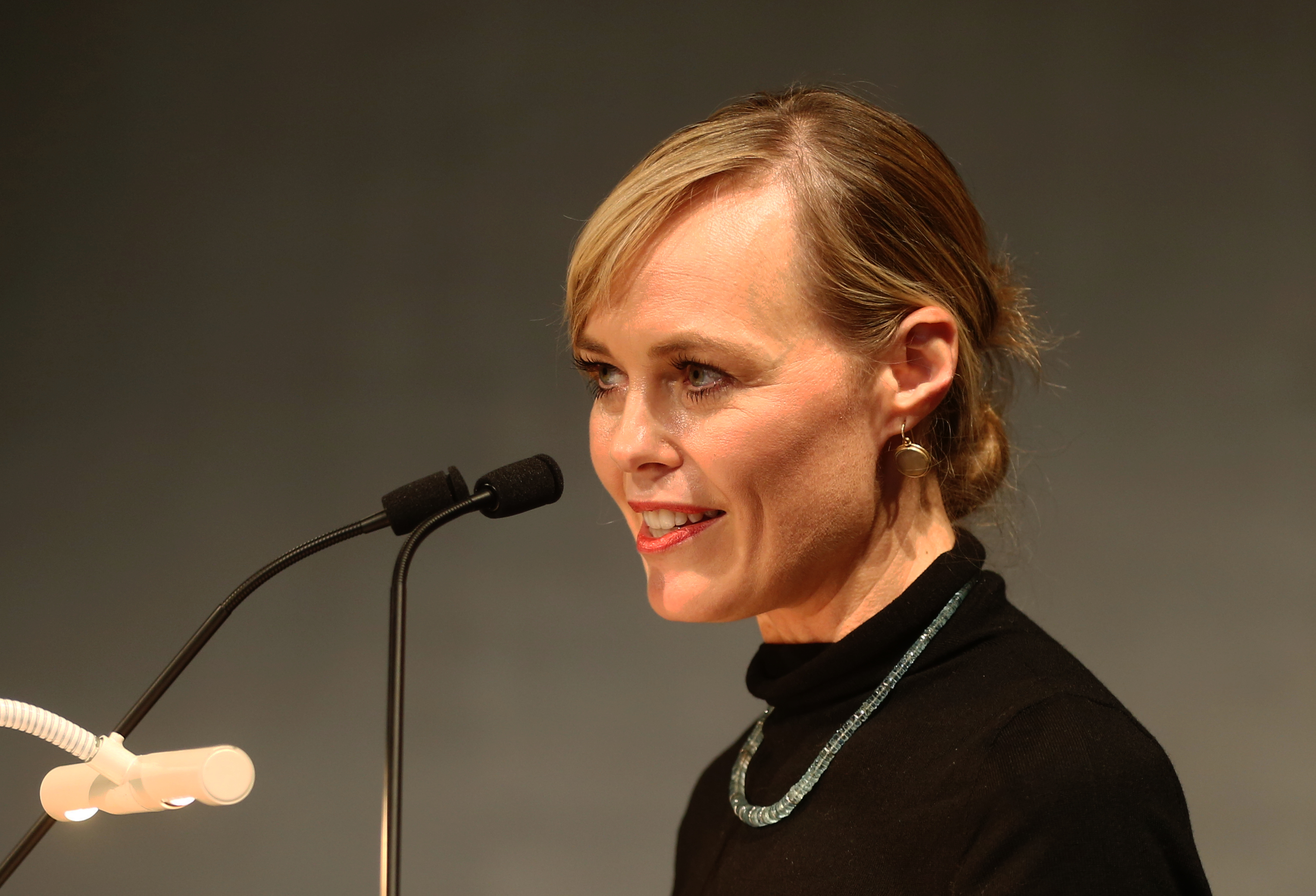
Nicola Steiner, 2023

Nicola Steiner (* 1973 in Berlin) ist eine deutsch-schweizerische Kulturjournalistin und Moderatorin. Von 2014 bis 2023 moderierte sie den Literaturclub des Schweizer Radio und Fernsehen (SRF). Seit 1. September 2023 leitet sie das Zürcher Literaturhaus und ist Co-Geschäftsführerin der Museumsgesellschaft Zürich.

## Leben
Steiner studierte Sprachen, Wirtschafts- und Kulturraumstudien an der Universität Passau. Anschließend arbeitete sie bei den Verlagen Hanser und Schöffling & Co. 2003 zog sie nach Zürich und arbeitete für das Kulturmagazin DU. 
2008 wechselte Nicola Steiner zum SRF als Redaktorin für die Sendung Sternstunde Philosophie.
Als Nachfolgerin von Stefan Zweifel moderierte sie von 2014 bis 2023 die Diskussionssendung Literaturclub im SRF 1, zudem führte sie Gespräche in Radiosendungen wie 52 Beste Bücher von Radio SRF 2 Kultur. Mit dem Schriftsteller und Literaturkritiker Philipp Tingler stritt sie sich im Videoformat Steiner&Tingler. Sie ist Mitglied der Jury der SWR-Bestenliste und ist Jury-Vorsitzende des Solothurner Literaturpreises. Sie ist Mitglied der Main Jury des True Story Award. Zudem ist sie freiberuflich als Moderatorin tätig. Seit 2019 ist sie als Dozentin an der Ringier-Journalistenschule tätig. Per 1. September 2023 übernahm sie in Nachfolge von Gesa Schneider die Leitung des Zürcher Literaturhauses. Sie ist Co-Geschäftsführerin der Museumsgesellschaft Zürich.
Nicola Steiner ist verheiratet, hat zwei Kinder und lebt in Zürich. Sie ist deutsch-schweizerische Doppelbürgerin.

## Publikationen
- Nicola Steiner und Daniel Kampa (Hrsg.): Lustig ist das Verlegerleben. Briefe von und an Daniel Keel. Diogenes, Zürich 2010, ISBN 978-3-257-05620-4.
- Nicola Steiner und Daniel Kampa (Hrsg.): Spätlese. Aufsätze, Reden, Wortmeldungen und Gespräche von Daniel Keel. Diogenes, Zürich 2012, ISBN 978-3-257-05617-4.